# Лобзов (Краків)

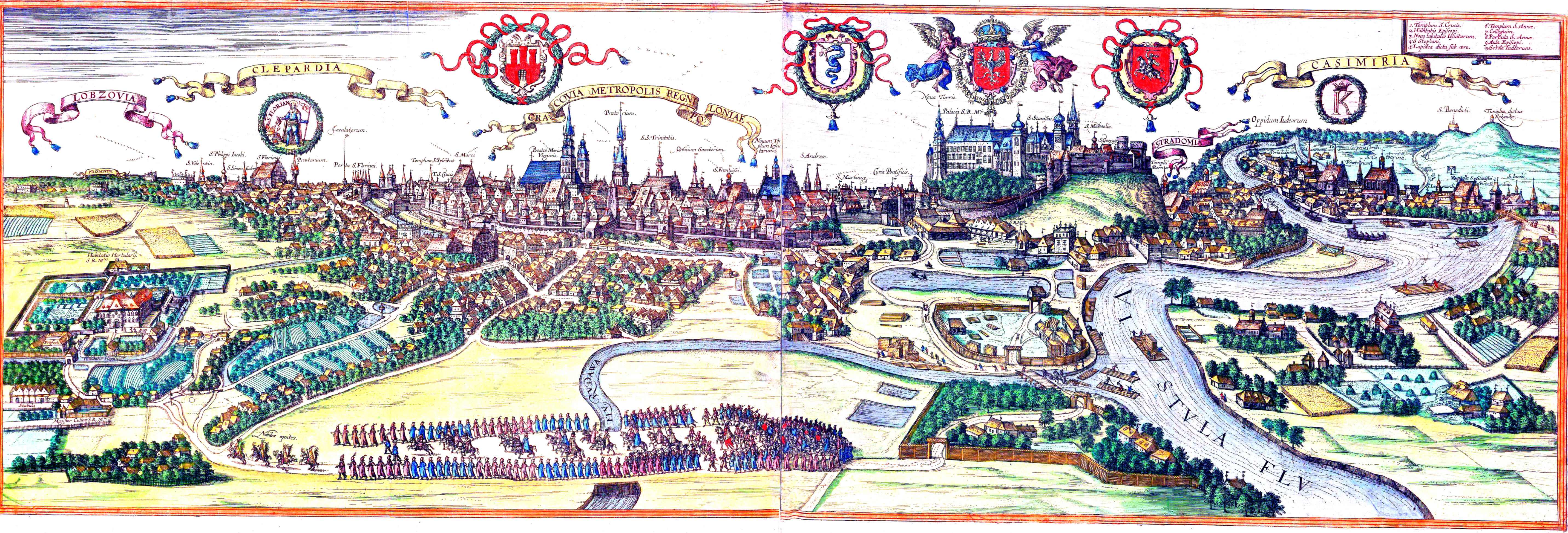
Вид на Краків, Страдом, Клепаж, Казімєж і Лобзув з атласу Civitates orbis terrarum Георга Брауна та Франса Гогенберга 1618 року.

Лобзов (пол. Łobzów) - історична місцевість Кракова, яка входить до дільниці V Кроводжа та дільниці VI Броновіце.
Королівське село, закладене в другій половині XVI століття в Прошовицькому повіті Краківського воєводства , належало краківським воєводам .

## Історія
У Лобзові знаходиться Королівський палац, зведений за правління Казимира Великого. Там була літня королівська резиденція. У 1357 році там, ймовірно, був побудований готичний замок Казимира Великого, який Стефан Баторій перетворив на маньєристський палац. Цю роботу виконав Санті Гуччі, який також спроектував великий сад. Подальші перетворення відбулися під час правління Сигізмунда III, коли Джованні Тревано надав палацу барокового вигляду. У 1642–1646 роках будівлю реставрували. У XVIII столітті Лобзов занепав. Після третього поділу Польщі австрійська влада забрала Лобзов для університета. У 1875 році в палаці було організовано Школу піхотних юнкерів. Нині будівля палацу належить Краківському технічному університету.
Згідно з австрійським переписом 1900 року в Лобзові на площі 140 гектарів у 86 будинках проживало 1364 особи, з яких 1301 (95,4%) були католиками, 27 (2%) євреями, 16 (1,2%) греко-католиками, і 20 (1,5 %) іншої релігії чи конфесії, 997 (73,1 %) були польські, 255 (18,7 %) німецькі, 15 (1,1 %) русинські та 82 (6 %) інші мови .
Територія колишньої резиденції зі східного боку оточена муром, зведеним за часів Стефана Баторія . В його межах знаходиться сад Лобзов. Раніше через резиденцію протікала річка Млинувка Крулевська, яка була засипана в 1960-1970-х роках, нині являє собою променад. Частину резиденції займає військова частина. На його території знаходиться стадіон WKS «Вавель», заснований у 1919 році.
У міжвоєнний період у Лобзові дислокувалися такі підрозділи Війська Польського :
- Кадетський корпус № 1 (1918–1921)
- 20-й полк піхоти Краківської землі
- 6-й легкий артилерійський полк
- Юнкерське училище резерву піхоти № 5 (1927–1928)
- Юнкерський батальйон резерву піхоти No 5 (1928–1929).

У 1927 р. священики михаїлити придбали у Чеслава Ліпінського друкарню на вул. Казимира Великого 95. У 1945 році вони перенесли сюди свою Вищу духовну семінарію, яка існує й нині. У квітні 1950 року комуністична влада націоналізувала друкарню. У відібраному у монахів саду зведені чотириповерхові житлові будинки, будівництво яких було завершено в 1970 році  
У 1994 році на вул. Кійовській збудовано новий парафіяльний костел благословенної Анєлі Салави для священників місіонерів.

## Галерея

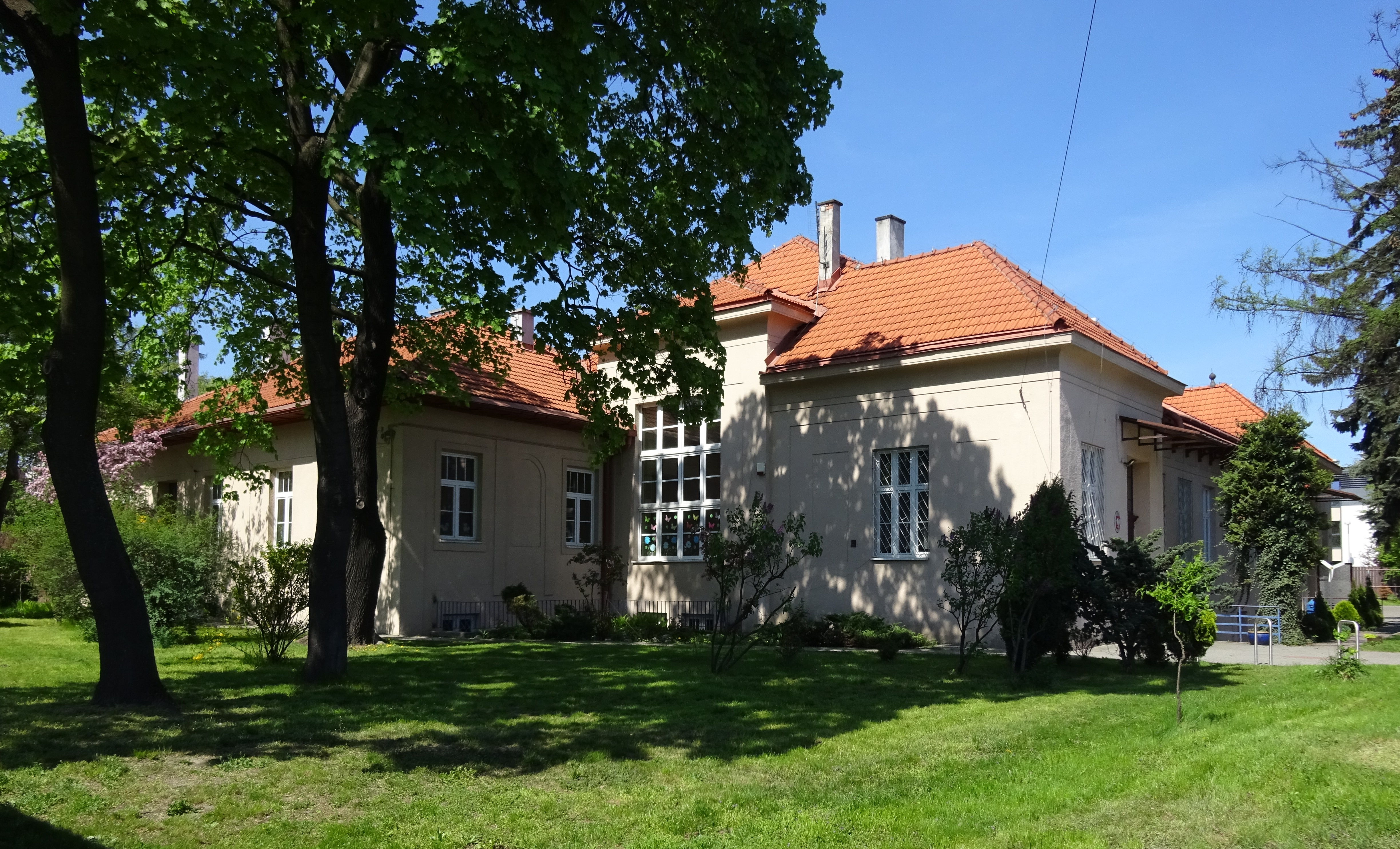
Колишнє народне училище (нині дитячий садок № 82 місцевого самоврядування), вул. Гловацького 2 (проект Яна Завейського, 1913-1915)
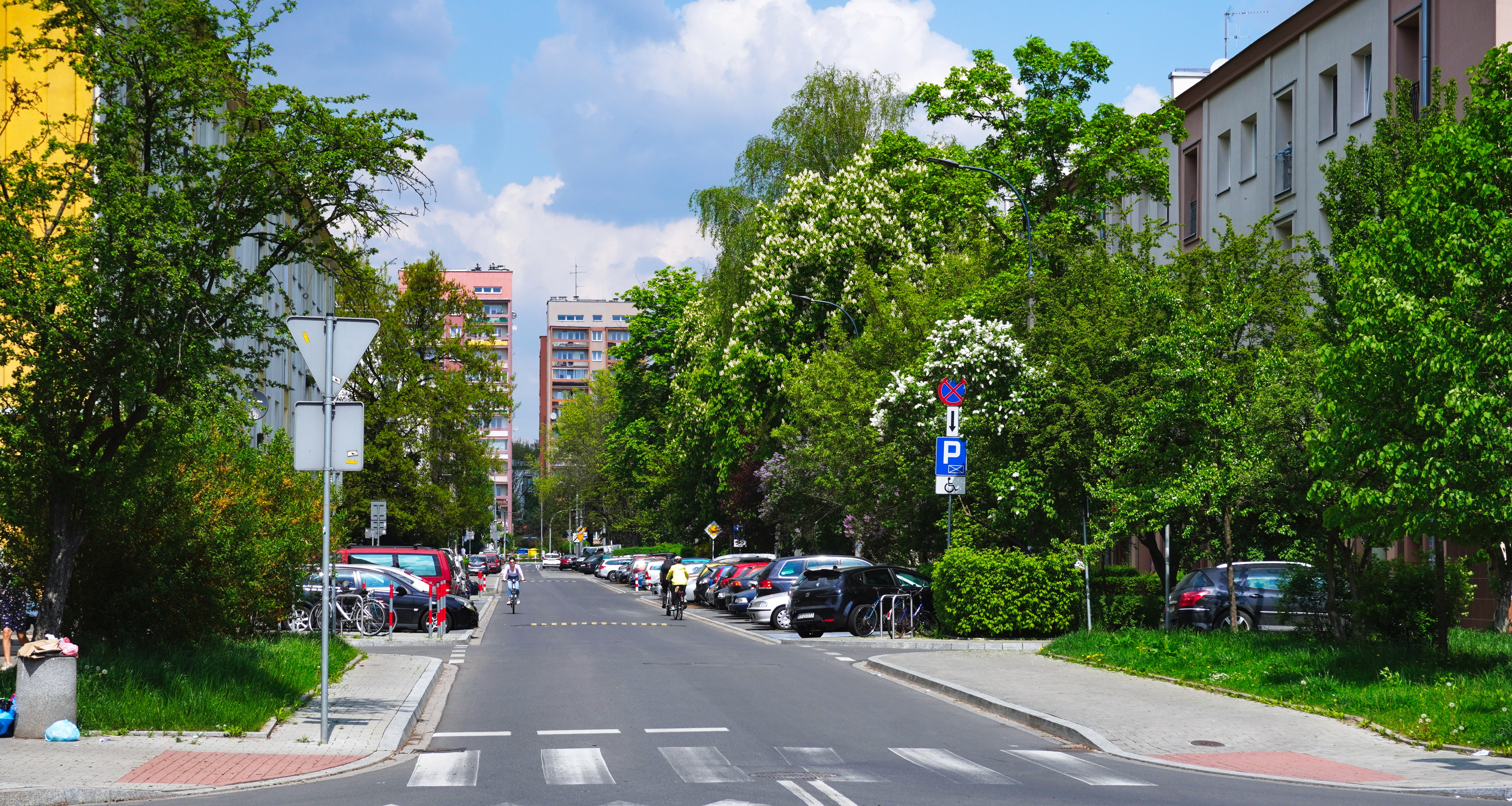
Вулиця Луциана Ридла
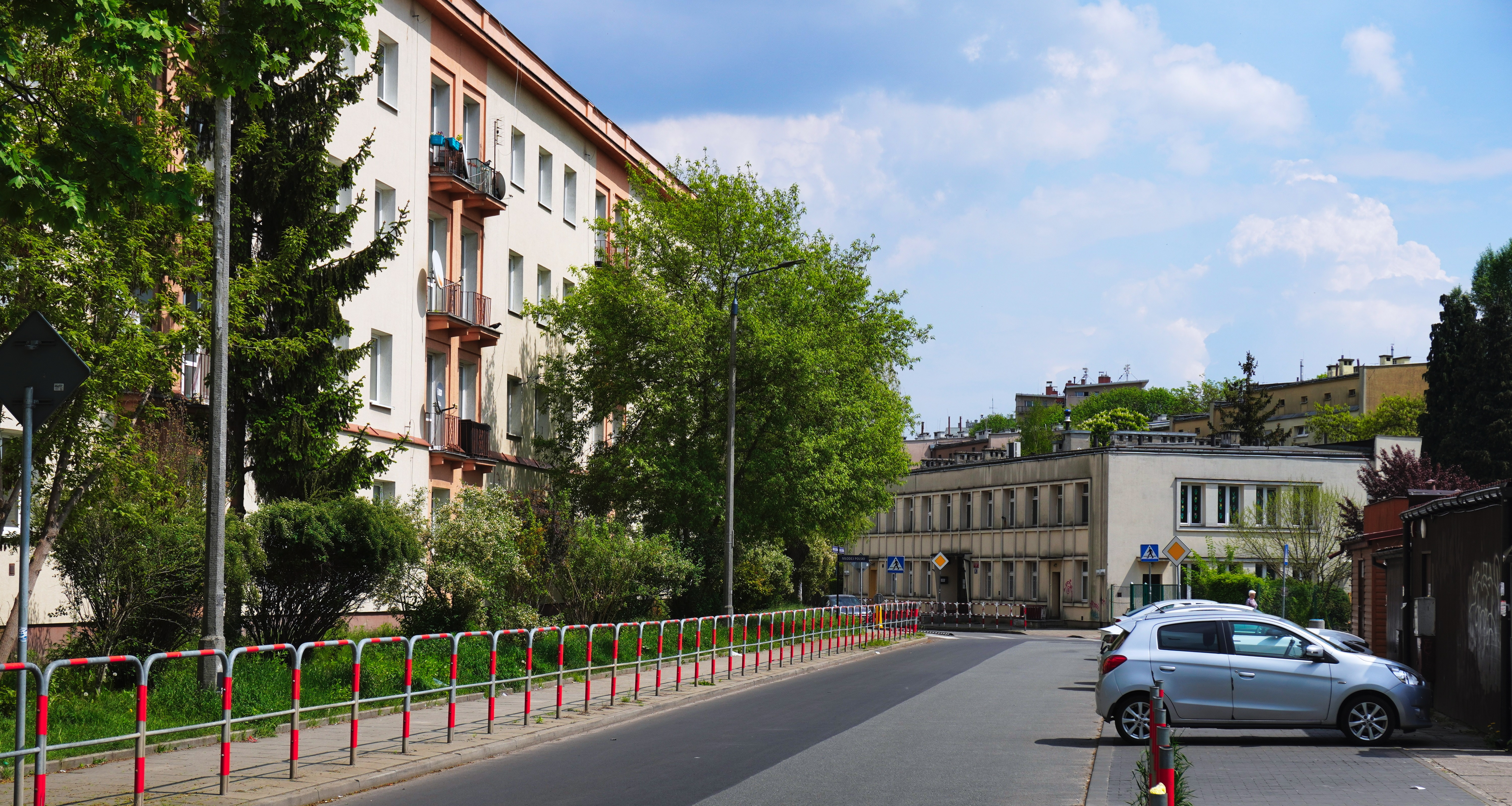
Вулиця Ядвиги з Лобзова
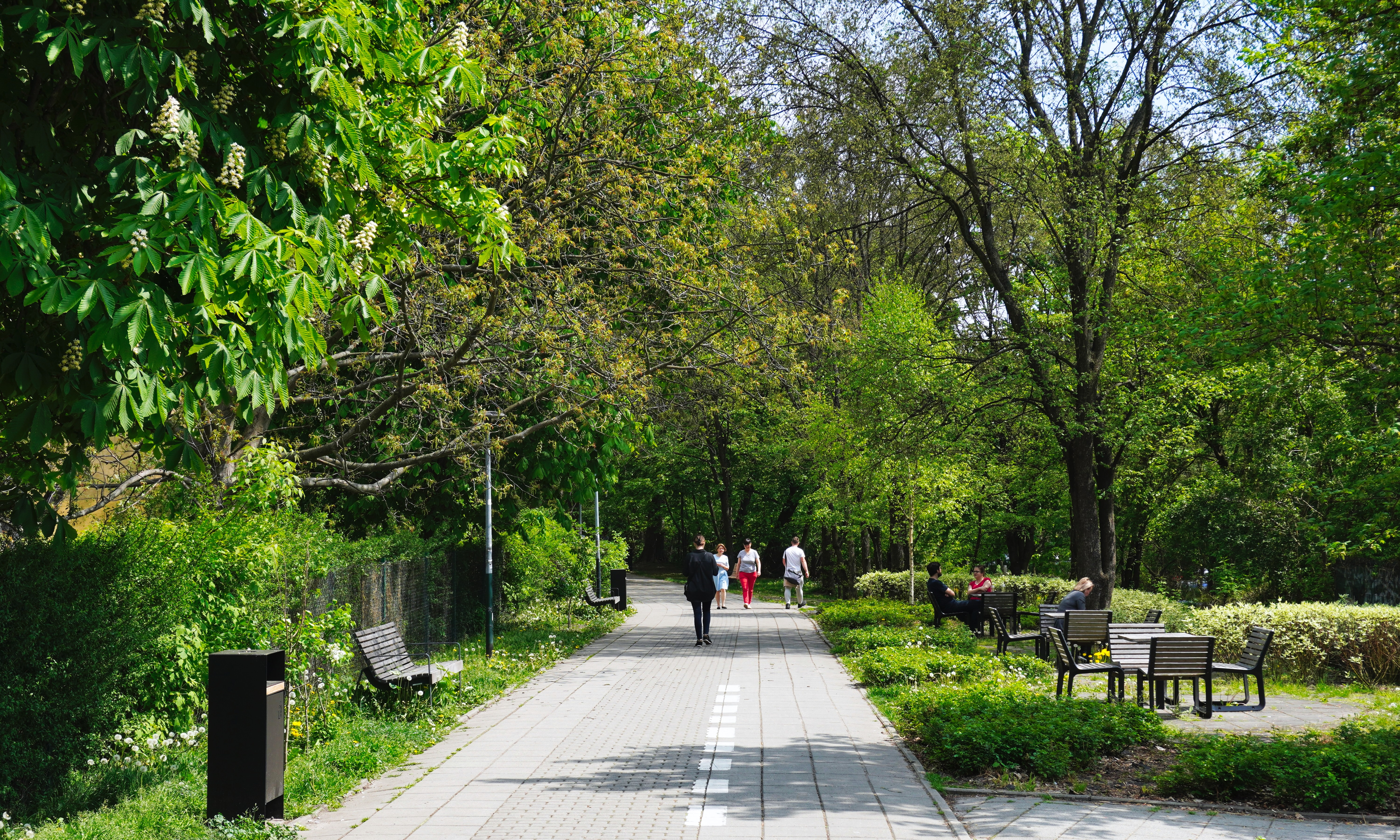
Парк Крулевська Млинувка у Лобзові